# 録画

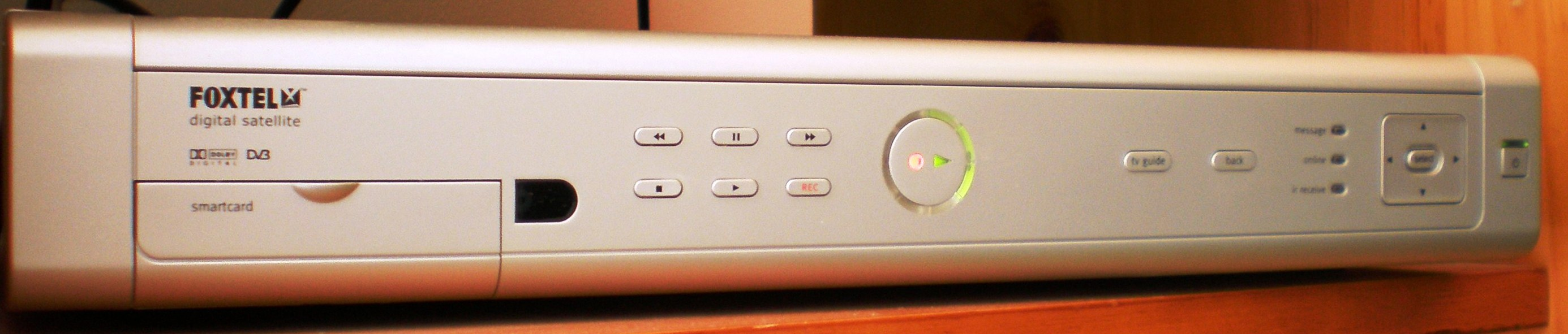
オーストラリアのFoxtel iQ, デジタルビデオレコーダーと衛星放送受信機を組み合わせたもの

録画（ろくが）とは、テレビ番組や風景、人物等の動画をビデオテープレコーダやDVDレコーダー、BDレコーダー、ビデオカメラ等のビデオ信号記録装置を用いて、ビデオテープやBlu-ray Discメディア、DVDメディア、ハードディスクなどの映像記録媒体に記録、保存する行為やその記録物をいう。この場合、マイクや音声ヘッド等を用いて音声も同時に記録されることが多い。

## 概要

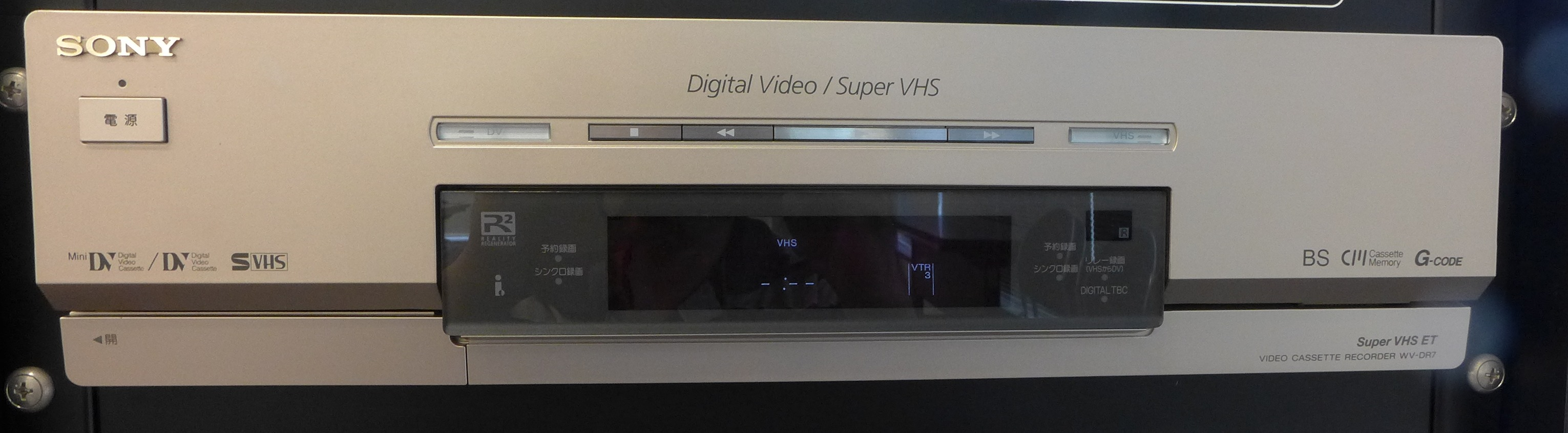
日本の家庭用ビデオデッキの1機種、ソニーWV-DR7。（1999年）

長年、録音機と同様に、ビデオテープへの磁気を用いたアナログ録画が主流であったが、近年は、Blu-ray Disc・DVDなどの光ディスクへのレーザーを用いたデジタル録画に移り変わっている。従来のテレビ（NTSC、PAL、SECAM）だけではなく、高精細テレビ（ハイビジョン他）記録も一般化しつつある。なおフィルムによる映像の記録は、録画とは呼ばず撮影と呼ぶ。放送局では、収録と呼ぶのが一般的である。ビデオ機器によるニュースの取材についてはENGを参照されたい。
音声に比べ、動画は情報量が多く、録画が可能になるためには磁気記録装置の帯域拡大が必要だった。回転ヘッドによるテープとヘッドとの相対速度の向上でこれが可能になり、現在ではMPEGなどのデータ圧縮技術によるデータ量の低減も役立っている。
最近では、デジタルカメラや携帯電話（フィーチャーフォン・スマートフォン）においても録画機能がついた機種が発売され、それによって、一般市民が重大な事件や事故に遭遇し現場を録画、その映像が報道機関に持ち込まれ各種メディアをつうじて報道される機会が増えている。

## 録画の利点と欠点

### 録画の利点
- 録画した映像は、その場で再生可能である。フィルムにおいては撮影後、現像や定着などの加工作業が必要であるが録画においては、そのような作業が必要なくその場で撮影シーンをチェックし修正や撮りなおしができるのでその後の作業がスムーズである。速報性を重んじるENGにおいても現像を必要としないことは極めて有利だった。
- 録画においては、NGシーンの上に上書き録画が可能なため、記録メディアを有効に使うことができる。
- 編集作業が容易である。フィルムにおいては、現像作業を終えたものから不要なシーンやOKシーンを物理的に切ったり、つなげたりしなければならないので作業が困難であるが、録画においてはその作業を編集機やパソコンを使い電気的に行なうため編集作業が容易であり、特殊効果もかけやすい。詳細については、ノンリニア編集を参照されたい。
- 記録メディアがコンパクトであり、持ち運びが容易で保存場所をとらない。
- 映像圧縮技術の発達により、ハードディスク等に数十～数百時間の録画が可能。

以上のような理由から、映画業界においても録画方式で撮影したあと、編集等の制作作業を行なった後、フィルムに焼きなおす作業をおこなったり、DVDメディアのまま映画館で上映を行なっている場合もある。

### 録画の欠点
- フィルムと違い、記録状態や内容を直接肉眼で確認することができない。
- 録画テープは再利用がきくため、制作側でもテープを保存しないことがあった。当初はテープが非常に高価であったためである。後に名作として語り継がれたドラマ『タイム・トラベラー』など、視聴者の個人的な録画しか残っていないものもある。
- 多くのテープ録画機器は回転ヘッドによるヘリカルスキャン方式を用いていた。従って次のような欠点があった。
  - 音声用のオープンリールテープレコーダで一般に行われたような、ハサミとスプライシングテープによる録画テープの編集は不可能である。
  - そのため、電子編集機が必要であり、以前はアナログコピーを伴ったため編集を繰り返すと画質が低下した。デジタル記録になりコピーに伴う問題は一部解決したが、MPEG等のフレーム間圧縮を行う記録方式の場合、任意のフレームでカットしようとすると、やはりカット部分の再エンコーディングが必要になる（フレーム内圧縮のみのDVではこの問題がない）。
  - 逆転再生等の特殊再生が困難だった。
- 以前はビデオカメラの性能、帯域の制限によって、フィルム並みの質感を得ることは難しかった。この点は近年格段に改善され、HD24Pの録画機材が劇場映画にも用いられる程になった。
- また、以前はビデオカメラ、ビデオデッキとも大型で、8mmフィルムの撮影機の方が小型軽量だった時代もある。
- 家庭内の民放TV録画について、広告のスキップに繋がるとして歓迎しない立場もある。（広告がないNHKなどは問題ない）
- 高圧縮で録画したものを再生すると、画質が著しく劣化する。
- 機器の発達により、専門家以外でも高画質録画が可能になったため、著作権者に無断でそれらの映像を公開、販売を行なう行為が増えている。

## 放送局における録画
最初のVTRはアメリカのアンペックス社により1956年に開発された。テープは2インチ幅で2インチVTRと呼ばれる。

## 一般家庭における録画
一般家庭用の録画装置は、統一型などのオープンリール形式やU-Matic形式のVTRが最初に使われた。方式はヘリカルスキャン方式が使われるようになった。しかし、非常に高価で操作も難しかったため、ごく一部にしか普及しなかった。
その後、各社から家庭向けに様々な形式のVTRが発売されたが、β方式とVHS方式に集約された。その後両者の共存時期が続いたが、最終的にはVHS方式に集約された。
また、ビデオカメラ用としてカセットがコンパクトな8ミリビデオが開発された。VHSと互換性のあるVHS-Cも発売されたが、あまり普及しなかった。
今日ではデジタル化が進み、テープ媒体で記録する方法としては、まずはビデオカメラのDVが発売され、家庭用据え置き機としてもD-VHSがマニアの間では用いられた。近年はBlu-ray Disc・DVDやハードディスクに録画するデジタル方式のものが普及している。主に据え置き機として用いられるが、家庭用一体型ビデオカメラも販売されている。HDTV映像を記録するHDV、ハイビジョン映像をビデオカメラで記録するためのAVCHD、標準画質映像をDVDに記録するためのDVD-Video、DVD-VR、ハイビジョン映像をDVDに記録するためのAVCREC、HD Rec、Blu-ray Discに記録するためのBDMV、BDAVなどの規格がある。
米国においては、DVDレコーダーやBDレコーダーが普及せず、その代わりにティーボやケーブルテレビ会社などとの契約をした上で使えるHDDレコーダー（米国では主に「DVR」と呼ばれる）が普及している。
アナログ記録されたソースの録画、あるいはアナログ信号で伝送されたものの録画は、一般家庭用・業務用を問わず、どのような高価な設備や機器を使用しても理論的には無劣化のまま行うことは出来ず、多少に関わらず必ずなんらかの劣化が伴う。一方、デジタル記録されたソースの場合、理論的にはデジタルデータをそのまま複製する手法・技術を採った場合は無劣化での録画が可能となる。日本国内では著作権上の理由から機器メーカーの自主規制やそれを考慮した規格化により、意図的にソースデータをそのまま複製できなかったり制限を加えた技術が録画や伝送の規格に導入されている場合が多いが、デジタルテレビ放送の録画機能を持つ受信機（テレビ受信機・単体テレビチューナー・テレビチューナー付きレコーダーなど）の中で、ごく一部の機器を除く殆どの民生機器は、ダイレクトレコーディング（DR）あるいはトランスポートストリーム記録（TS記録）と呼ばれる録画方式が導入されており、この方式での記録・録画は放送の無劣化録画であり、その再生は放送中の番組視聴と理論的に全く同じもの。

## 録画をめぐる諸問題
一般家庭における録画のデジタル化では、規格が乱立したDVDの互換性問題や、コピー・ワンスによる混乱、また、著作権管理技術CPRM・ハイビジョン対応規格AVCRECは対応メディア、対応プレイヤー以外では録画や再生ができないなど、複雑化している。